# Décès en 990
Décès
- 986
- 987
- 988
- 989
- 990
- 991
- 992
- 993
- 994

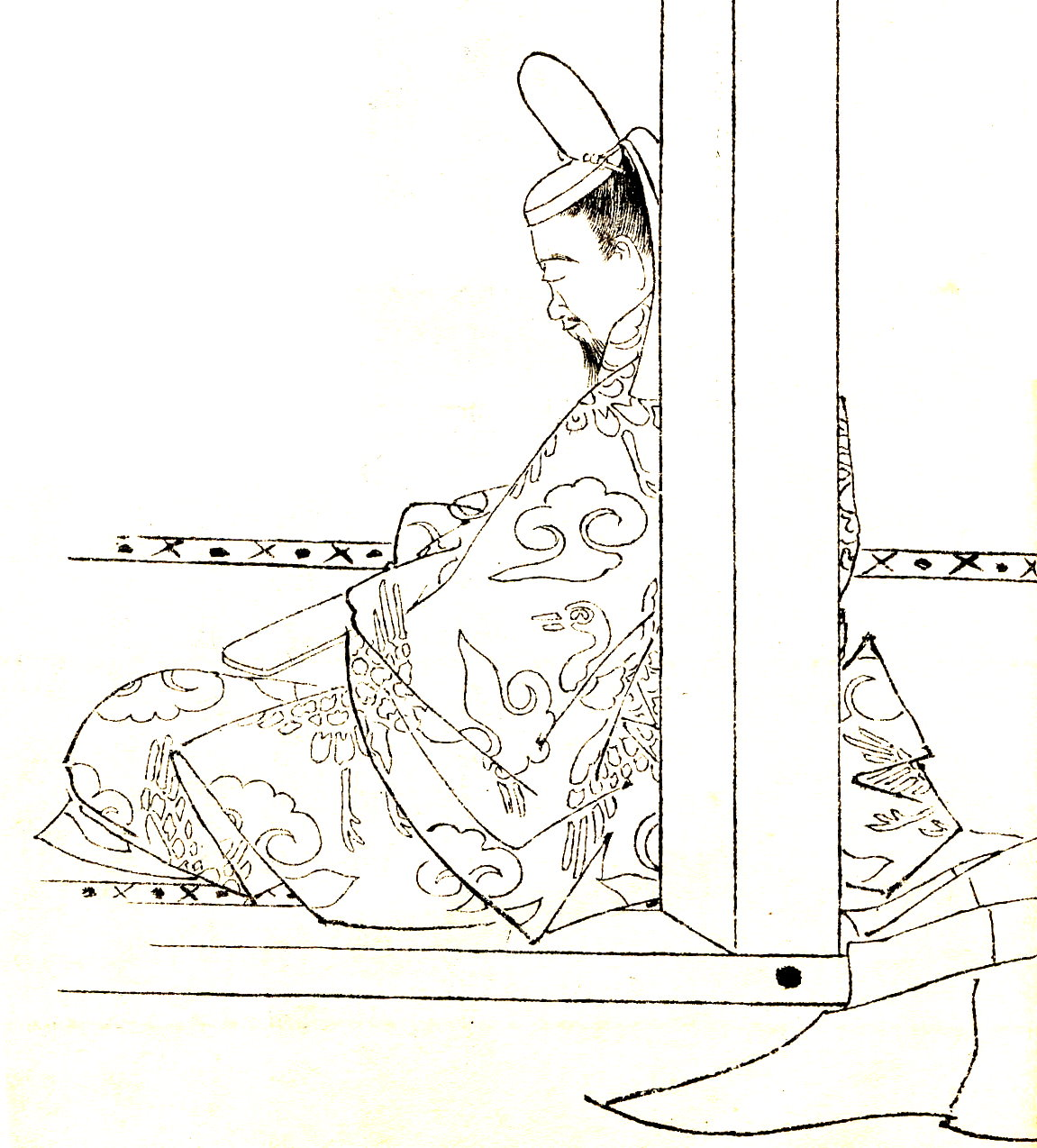
Fujiwara no Kaneie, mort en 990.

Cette page dresse une liste de personnalités mortes au cours de l'année 990 :
- 13 février : Æthelgar, évêque de Selsey puis archevêque de Cantorbéry.
- 23 avril : Ekkehard II, ou Ekkehardus Palatinus, moine à Saint-Gall.
- juin : Kiyohara no Motosuke, poète de waka et membre de la noblesse japonaise de l'époque de Heian.
- 11 décembre : Folcmar d'Utrecht, évêque d’Utrecht.

- Sahl ben Matsliah, sage karaïte.
- Oliba Cabreta, comte de Cerdagne, de Berga, de Besalú et d'Ava.
- Berchtold Ier de Bavière, comte palatin de Bavière.
- Arnoul III de Boulogne, comte de Boulogne.
- Archambaud Ier de Bourbon, seigneur de Bourbon.
- Alain de Bretagne, comte de Nantes et duc de Bretagne.
- Folcuin de Lobbes, moine de l'abbaye Saint-Bertin à Saint-Omer puis supérieur de l'abbaye de Lobbes, dans le Hainaut, auteur d'ouvrages historiographiques.
- Fujiwara no Kaneie, kugyō (noble japonais de la cour), un membre du clan Fujiwara et l'un des régents Fujiwara. Il sert l'empereur aux positions de régences de sesshō et de kampaku.

## Crédit d'auteurs
- Cet article est partiellement ou en totalité issu de l'article intitulé « 990 » (voir la liste des auteurs).